# Willi Streese
Willi Streese (* 6. September 1877 in Dobberphul, Landkreis Königsberg Nm.; † nach 1924) war ein deutscher Politiker (DNVP).

## Leben
Nach dem Mittelschulabschluss absolvierte Streese eine Lehre in der Forstwirtschaft und besuchte die Forstschule. Seine Anwärterjahre verbrachte er beim Stadtforst Görlitz, wo er im Anschluss als Hilfsarbeiter tätig war. Später arbeitete er als Stadtförster und Landwirt in Crossen. Des Weiteren war er Vorsitzender des landwirtschaftlichen Vereins in Tschausdorf, Schriftführer des Landbundes in Crossen und stellvertretender Vorsitzender des Crossener Arbeitgeberverbandes.
Streese war Amtsvorsteher in Tschausdorf und Kreistagsmitglied des Landkreises Crossen. Er trat nach 1918 in die Deutschnationale Volkspartei (DNVP) ein. Im Februar 1921 wurde er als Abgeordneter in den Preußischen Landtag gewählt, dem er bis 1924 angehörte. Im Parlament vertrat er den Wahlkreis 5 (Frankfurt an der Oder).